# Ґ
Ґ, ґ — пятая буква украинского алфавита. Обозначает взрывной звук [ɡ], в отличие от фрикативного звука [ɦ], который обозначается буквой Г. Также используется в вариантах русинского алфавита, классическом правописании белорусского языка (в нормализации 2005 года факультативно), в кириллических вариантах цыганской и урумской письменности.

## История
В старой западнорусской письменности для обозначения взрывного звука [ɡ] обычно использовалось сочетание кг. Начертание Ґ, заимствованное из византийского греческого курсива (где было одним из способов изображения строчной буквы гамма (γ)), встречается уже в конце XVI — начале XVII вв. Мелетий Смотрицкий в своей грамматике 1619 года отмечает, что «Ґ, Ф, Ѯ, Ѱ, Ѳ [происходят] от греческих согласных, греческих деля и некоих еврейских и латинских речений взаимствована суть». Однако в позднейшую церковнославянскую орфографию различие между Г и Ґ не вошло.
В XVIII веке, когда буква Г в русском языке могла обозначать два разных звука ([ɡ] и [ɣ]), В. К. Тредиаковский предлагал оставить букву Г (глаголь) для обозначения звука [ɣ], а для [ɡ] ввести букву Ґ, которую назвал «голь» (видимо, потому, что у Г в корне слов «голь», «голый» и пр. всегда было взрывное произношение).
В гражданской украинской печати буква Ґ появилась в XIX веке в Австро-Венгрии (в ранних проектах украинской орфографии конкурировала с начертанием кг и идеей заимствовать латинскую букву G), на территории Российской империи и СССР применялась с 1905 г.; в 1933 г. была отменена реформой украинской орфографии, хотя регулярно употреблялась в лингвистической литературе как фонетически-фонематический транскрипционный знак и активно использовалась в печати украинской диаспоры. Восстановлена в украинском алфавите в 1990 году.

## В украинском языке

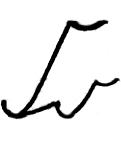
Рукописная буква Ґ

Исконно украинских старых слов с буквой Ґ почти нет, только звукоподражания (ґава — ворона) и заимствования (аґрус — крыжовник, из итал. agresto; ґанок — крыльцо, из нем. Gang и т. п.). Буква также используется для передачи иностранных собственных имён со взрывным [ɡ]: Ґете, Гайдеґер (Heidegger), Вінніпеґ и т. п., однако согласно действующему правописанию это является факультативным, то есть вместо неё в таких случаях может использоваться Г (см. ниже).
В советское время буква Ґ считалась излишней. Утверждалось, например, что официальное украинское правописание в редакции 1928—1933 гг. (т. н. харьковское правописание, или скрыпниковка) «было точным и исчерпывающе полным в том, что касается различных орфографических вопросов, однако оно создавало неоправданные трудности, вводя несвойственные украинскому языку правила. Такие пункты этого правописания, как введение в запись иноязычных слов буквы Ґ для передачи иноязычного G (написания аґент, Геґель для передачи agent, Hegel и т. п.)… — всё это было непривычным для широких масс украинского народа, затрудняло усвоение украинского правописания и обрекало украинский народ на малограмотность, на письмо с ошибками» (О. П. Безпалько и др., Історична граматика української мови, К.: Радянська школа, 1962, стр. 67, в переводе). В то же время даже после отмены буквы соответствующий звук сохранялся в нормативном произношении нескольких слов (то есть, га́нок, гу́ля и пр. следовало произносить как ґа́нок, ґу́ля и т. д.), а благодаря смыслоразличительной роли в парах ґніт 'фитиль' — гніт 'пресс, гнёт' и ґрати 'решётка' — грати 'играть' /ґ/ выделялась и как отдельная фонема (причём в фонетической и фонематической транскрипции для неё использовался именно этот символ).
Буква была восстановлена «Українським правописом» 1990 года, а редакция 1993 года урегулировала её употребление.
Сегодня, несмотря на официальный статус, буква используется непоследовательно. Это вызвано тем, что, во-первых, во второй половине XX в. соответствующий звук частично вышел из употребления в языке центральной Украины и почти полностью исчез в восточных областях. Во-вторых, использование буквы Ґ в печати некоторое время было почти не обеспечено технически (большинство компьютерных шрифтов содержало её только как дополнительный символ либо не содержало вообще; в клавиатурной раскладке и в ряде кодировок буква отсутствовала).
Официальное название буквы — «ґе», народное — «ґе з гачком».

### Современное употребление
Согласно официальным правилам:
§ 6. Буква Ґ
Буква ґ передаёт на письме заднеязычный смычный согласный:
1. В украинских словах, а также в давно заимствованных и украинизированных а́ґрус, ґа́ва, ґа́зда́, ґандж, ґа́нок, ґату́нок, ґвалт, ґе́ґати, ґедзь, ґелґота́ти, ґелґотіти, ґерґелі, ґерґота́ти, ґерґоті́ти, ґи́ґнути, ґирли́ґа, ґлей, ґніт (в лампе), ґо́ґель-мо́ґель, ґонт(а), ґрасува́ти, ґра́ти (существительное), ґре́чний, ґринджо́ли, ґрунт, ґу́дзик, ґу́ля, ґура́льня, джиґу́н, дзи́ґа, дзи́ґлик, дриґа́ти і дри́ґати, ремиґа́ти и т. д. и в производных от них: а́ґрусовий, ґаздува́ти, ґвалтува́ти, ґе́рґіт, ґратча́стий, ґрунтови́й, ґрунтува́ти(ся), ґу́дзиковий, ґу́лька, проґа́вити и т. д. и в производных от них, а также в фамилиях Ґалаґан, Ґудзь и подобных.
2. В именах — топонимах Украины: Ґорґа́ни (горный массив), Ґоро́нда, У́ґля (села в Закарпатье), в украинских фамилиях: Ґалаґа́н, Ґалято́вський, Ґе́ник, Ґерза́нич, Ґерда́н, Ґжи́цький, Ґи́ґа, Ґо́ґа, Ґо́йдич, Ґо́нта, Ґри́ґа, Ґудзь, Ґу́ла, Лома́ґа.

§ 122. Звуки [g], [h]
1. Звук [g] и близкие к нему звуки, обозначаемые на письме буквой g, обычно передаются буквой г: аванга́рд, агіта́ція, агре́сор, бло́гер, гва́рдія, генера́л, гламу́р, гра́фік, грог, емба́рго, марке́тинг, мігра́ція; лінгві́стика, негативний, се́рфінг, синаго́га, Вахта́нг, Гарсі́я, Гайнетді́н, Ердога́н, Гвіне́я, Гольфстри́м, Гренла́ндія, Гру́зія, Ге́те, Гео́рг, Гурамішві́лі, Люксембу́рг, Магоме́т, Фольксва́ген, Чика́го.
2. Буквой ґ передаётся звук [g] в давно заимствованных общих названиях, таких как ґа́нок, ґатунок, ґвалт, ґра́ти, ґрунт и проч. (См. § 6) и в производных от них: ґа́нковий, ґратча́стий, ґрунто́вний и т. д.
3. В фамилиях и именах людей допускается передача звука [g] двумя способами: путём адаптации к звуковому строю украинского языка — буквой г (Вергі́лій, Гарсі́я, Ге́гель, Гео́рг, Ге́те, Грегуа́р, Гулліве́р) и путём имитации иноязычного [g] — буквой ґ (Верґі́лій, Ґарсі́я, Ге́ґель, Ґео́рґ, Ґе́те, Ґреґуа́р, Ґулліве́р и т. д.).
4. Звук [h] в основном передаётся буквой г: гандбо́л, герба́рій, гі́нді, гіпо́теза, горизо́нт, го́спіс, го́спіталь, гу́мус; Га́рвард, Ге́льсінкі, Гіндуста́н, Ганніба́л, Ге́йне, Гора́цій, Люфтга́нза. По традиции в отдельных словах, заимствованных из европейских и некоторых восточных языков [h], и фонетически близкие к нему звуки передаются буквой х: хо́бі, хоке́й, хол, хо́лдинг, брахма́н, джиха́д, моджахе́д, хану́м, харакі́рі, хіджа́б, шахі́д, Алла́х, Ахме́д, Муха́ммед, Сухро́б, Хакі́м, Хаммура́пі и т. д.

Также буква Ґ, ґ транслитерируется на латинский алфавит как G, g, а буква Г, г транслитерируется как H, h. (Х, х как диграф Kh kh)

## В белорусском языке
Буква Ґ вместе с Г используется в так называемой «тарашкевице» — классическом правописании белорусского языка.
Попытка дифференцировать на письме передачу звуков [ɣ] и [ɡ], используя наряду с буквой Г, г специальную букву Ґ, ґ, имела место и в истории старобелорусского языка.
В публикации А. Ельского 1895 года был введен новый знак для фрикативного [ɣ], свойственного белорусскому языку в отличие от русского взрывного [ɡ]. Новая буква г̑ отличалась от буквы Г, г наличием надстрочного знака в виде скобки, загнутой вниз. В издании фольклорно-этнографической работы А. К. Сержпутовского 1911 года с той же целью был предложен знак Ґ, ґ с загнутой вверх горизонтальной линией. Этот же знак был использован в алфавите сборки Я. Купалы 1908 и вошёл в состав алфавита, утверждённого первой нормативной грамматикой белорусского языка Б. А. Тарашкевича, только с другим назначением — для передачи звонкого заднеязычного взрывного [ɡ]. Но в 1933 буква Ґ, ґ была исключена из белорусского алфавита, как и из украинского.

### Тарашкевица
§ 61. G При заимствовании иностранных имён [ɡ] можно передавать через букву ґ («ґе»): Аґра, Аґюст, Анґола, Арґентына, Арлінґтан, Аўґуст, Аўґсбурґ, Біґ-Бэн, Буґацьці, Бэкінґгэм, Бэрґгоф, Бэльґрана, Вашынґтон, Віктор Юґо, Вюртэмбэрґ, Гааґа, Гайдэльбэрґ, Ґай, Ґас, Ґаза, Ґабрыеля, Ґалац, Ґалюа, Ґамбія, Ґаўс, Ґасконь, Ґарыбальдзі, Ґалґота, Ґаяна, Ґейл, Ґелера, Ґервяты, Ґент, Ґёбэльс, Ґётэ, Ґгаты, Ґібральтар, Ґіём, Ґітлін, Ґотлянд, Ґоццы, Ґоя, Ґэлап, Ґэртын, Ґэры, Ґрандэ, Ґрэнобль, Ґрэнляндыя, Ґрэйвэз, Ґлазґа, Ґудўін, Ґянджа, Ірвінґ, Кіплінґ, Кройцбэрґ, Лэнґлі, Лонґ-Айлэнд, Люксэмбурґ, Майнінґен, Мэґі, Ніяґара, Пітаґор, Пітсбурґ, Пэдынґтан, Ролінґ Стоўнз, Руґен, Рэдынґ, Рэґенсбурґ, Турынґія, Тыніс Мяґі, Сіґітас Ґяда, Сійґ, Фоґель, Хэнэраль-Бэльґрана, Уґанда, Эбінґгаўз и др.
В литературном белорусском языке звук [ɡ] (и его мягкий эквивалент [ɡʲ]) произносится в белорусских звукосочетаниях [z̪ɡ], [d͡z̞ɡ], [d͡ʐɡ]: анэк(ґ)дот, вак(ґ)зал, пак(ґ)гаўз, во[зґ]ры, ма[зґ’]і, ро[зґ’]і, абры[зґ]лы, бра[зґ]аць, пляву[зґ]аць, вэ[дзґ]аць, [джґ]аць, эк(ґ)замэн, эк(ґ)сгумацыя и в ряде заимствованных слов: [ґ]анак, [ґ]арсэт, [ґ]валт, [ґ]зымс, [ґ]онта, [ґ]узік, а[ґ]рэст, [ґ’]ер[ґ’]етаць, цу[ґ]лі, шва[ґ’]ер и другие. Это дало начало реставрации в XX веке употребления буквы «ґ», которая употреблялась в старобелорусском языке.
В именах с неславянской лексической основой взрывной [ɡ] традиционно произносится в белорусском языке как фрикативный [ɣ]; сохранение [ɡ] в произношении, однако, не квалифицируется как нарушение орфоэпической нормы: [Г]арыбальдзі и [Ґ]арыбальдзі, [Г]рэнляндыя и [Ґ]рэнляндыя, [Г’]ётэ и [Ґ’]ётэ, [Г’]ібральтар и [Ґ’]ібральтар.